# Hang-On
Hang-On (ハングオン Hangu On?) es un juego de arcade diseñado por Yu Suzuki y lanzado por Sega en 1985. En el juego, el jugador controla una motocicleta contra el tiempo y otras motocicletas controladas por computadora. Fue uno de los primeros juegos de arcade en utilizar gráficos de 16 bits y la tecnología "Super Scaler" de Sega que permitía pseudo-3D sprite-scaling a altas velocidades de cuadro. También introdujo una máquina de arcade controlada por movimiento, donde el movimiento del cuerpo del jugador en una estructura grande en forma de moto se corresponde con los movimientos del personaje en la pantalla, inspirando los juegos de arcade que siguieron y anticipando la tendencia moderna de control de movimiento.

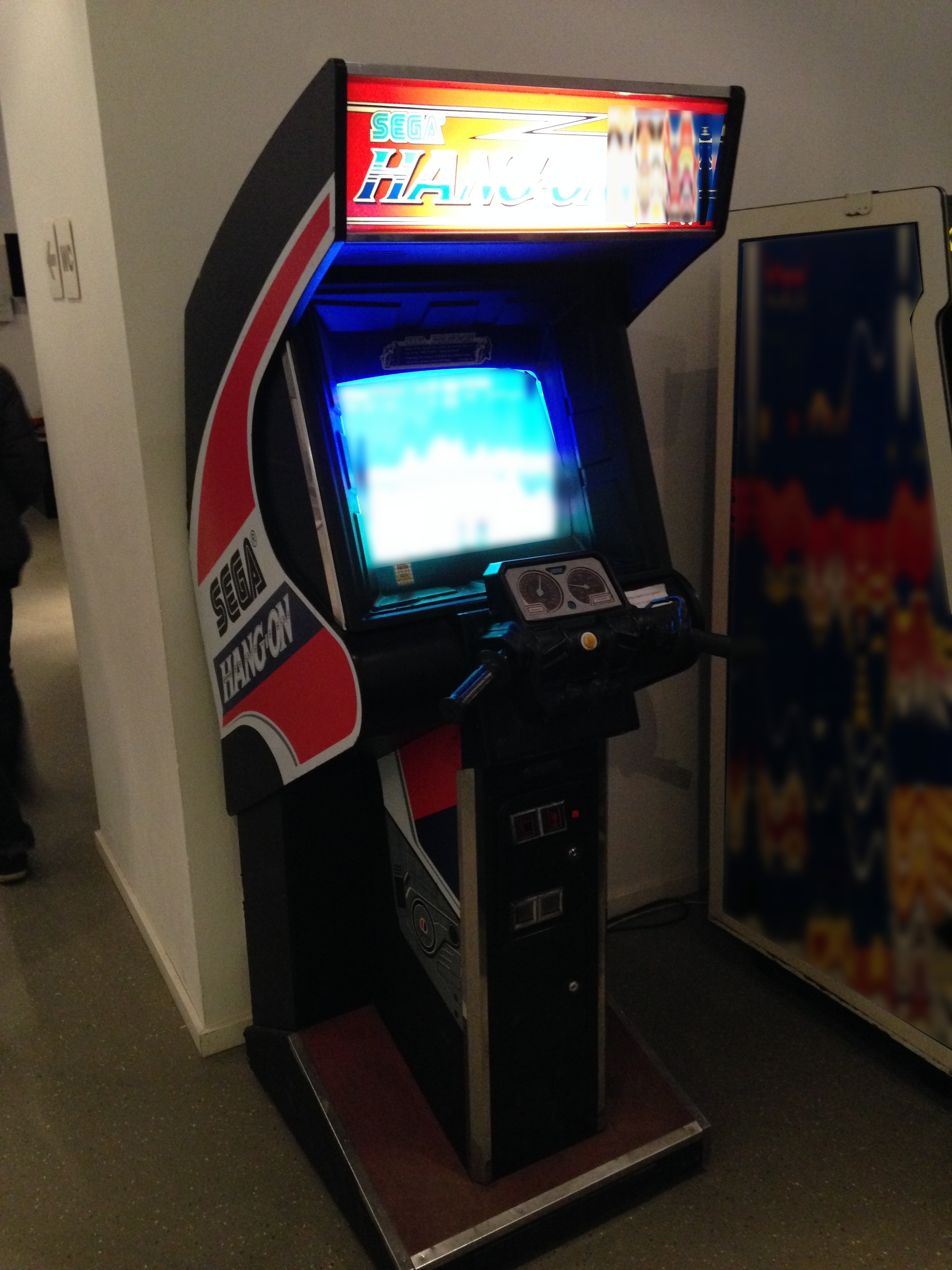
Una cabina de Hang-On.

El juego también estaba integrado en algunas versiones del Sega Master System. El nombre del título deriva de cuando el motociclista está tomando una curva y tiene que "agarrarse" a la bicicleta mientras la bicicleta está inclinada, lo que Suzuki había leído en una revista japonesa de motos, aunque Suzuki supo más tarde que la técnica se llamaba "colgar" en América del Norte. Sin embargo, eligió mantener el nombre anterior. En una entrevista en 1995, Suzuki dijo que sentía que Hang-On era su juego más impresionante en el momento del lanzamiento. La versión del Master System también viene en dos cartuchos de compilación diferentes, uno con Astro Warrior y otro con Safari Hunt.

## Jugabilidad
Utilizando una perspectiva detrás de la motocicleta, el jugador corre una pista lineal dividida en varias etapas dentro de un tiempo limitado. Alcanzar un punto de control al final de cada etapa amplía el límite de tiempo. El juego termina si se acaba el tiempo o termina la carrera. El juego de arcade contiene vallas publicitarias en el juego para Bridgestone (y sus neumáticos Desert Dueler), Shell, Garelli Motorcycles, TAG, cigarrillos John Player Special, cigarrillos Forum y para "Marbor", una parodia obvia de los cigarrillos Marlboro. El volante de arcade presenta una bicicleta en colores Marlboro, que había patrocinado el Yamaha YZR500 durante los campeonatos mundiales a mediados y finales de los 80. Habría una controversia sobre los anuncios de cigarrillos en los juegos comercializados a los niños con el lanzamiento de otro juego de carreras de Sega, Super Monaco GP en 1989. [cita requerida]

## Mueble arcade
Había tres diseños de máquina de arcade, la máquina vertical habitual solo con un manillar y palancas de freno (en lugar de un joystick y botones), la máquina vertical con la adición de un asiento y una tercera versión que parecía más o menos como una motocicleta real. Para gobernar, el jugador se inclinó para inclinar la bicicleta, que luego dirigió la bicicleta del juego. La pantalla se montó en el área del parabrisas de la bicicleta. [cita requerida]

## Ports y secuelas
Una secuela exclusiva de SG-1000, Hang-On II, fue lanzada en 1985, aunque fue esencialmente un puerto del juego original modificado para funcionar dentro de las limitaciones del hardware de la consola. En 1987, le siguió una secuela Super Hang-On para arcade, y más tarde para una gama de plataformas que incluía Sega Mega Drive, ZX Spectrum, Commodore 64, Amstrad CPC, Commodore Amiga y Atari ST. Una secuela basada en un polígono, desarrollada por Genki, fue lanzada para Sega Saturn, llamada Hang-On GP '95 (Japón), Hang-On GP (EE. UU.) Y Hang-On GP '96 (Europa).
En Power Drift, la motocicleta es un vehículo oculto y solo se puede acceder al terminar en primer lugar para las cinco pistas en los cursos A, C y E. Solo se puede jugar en el escenario extra.
En Sonic Riders, tanto el Gear "Hang-On" como el Gear "Super Hang-On" se pueden comprar en la tienda, con cada uno reproduciendo su música respectiva mientras compites. Sonic Riders: Zero Gravity tiene este equipo como desbloqueable (en la forma de la máquina de arcade con asiento); sin embargo, recolectar 100 anillos y presionar un botón durante una carrera cambia el engranaje (y la música principal) a la máquina de arcade sentado de la secuela y "Outride a Crisis" de dicho juego. En Sonic Free Riders, tanto el Gear "Hang-On" como el Gear "Super Hang-On" se pueden comprar en la tienda, como en los Sonic Riders originales.
Shenmue y Shenmue II cuentan con Hang-On como minijuego, así como la posibilidad de ganar versiones de juguete en miniatura de las motos de las máquinas de gashapon. La versión Xbox de Shenmue II se puede jugar en Xbox 360, pero se bloquea al intentar jugar "Hang-On". En Sonic & All-Stars Racing Transformed, Ryo maneja una máquina de arcade de Hang-On sentado durante porciones de una carrera basadas en agua.
En Daytona USA, si se ingresa "H.O" en la tabla de puntajes altos, se reproducirá un clip del tema principal de Hang-On.